# Štěrboholy
Štěrboholy es un distrito de Praga, perteneciente al distrito administrativo Praga 10 y Praga 15. 

## Ubicación
Limita al norte con Kyje y Hostavice, con Dolní Počernice y Dubeč al este, Dolní Měcholupy al sur y Hostivař y Malešice al oeste. Tiene 2,243 habitantes.

## Historia
El pueblo Štěrboholy fue mencionado por primera vez en 1371. En 1757 hubo una batalla famosa cerca de Štěrboholy: Batalla a Praga. En 1968 se incorporó a la ciudad de Praga.

## Imágenes

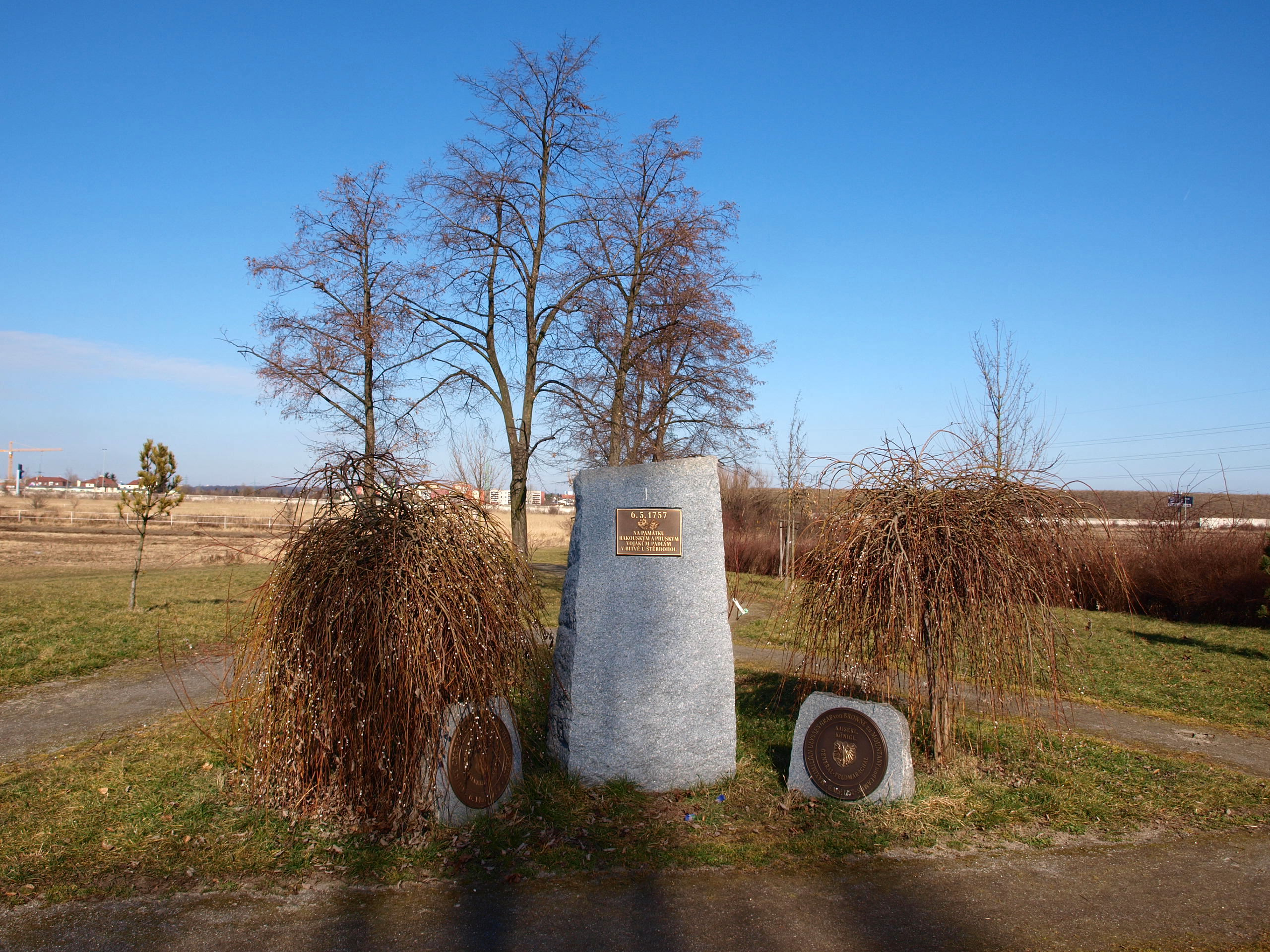
Memorial de la Batalla de Praga
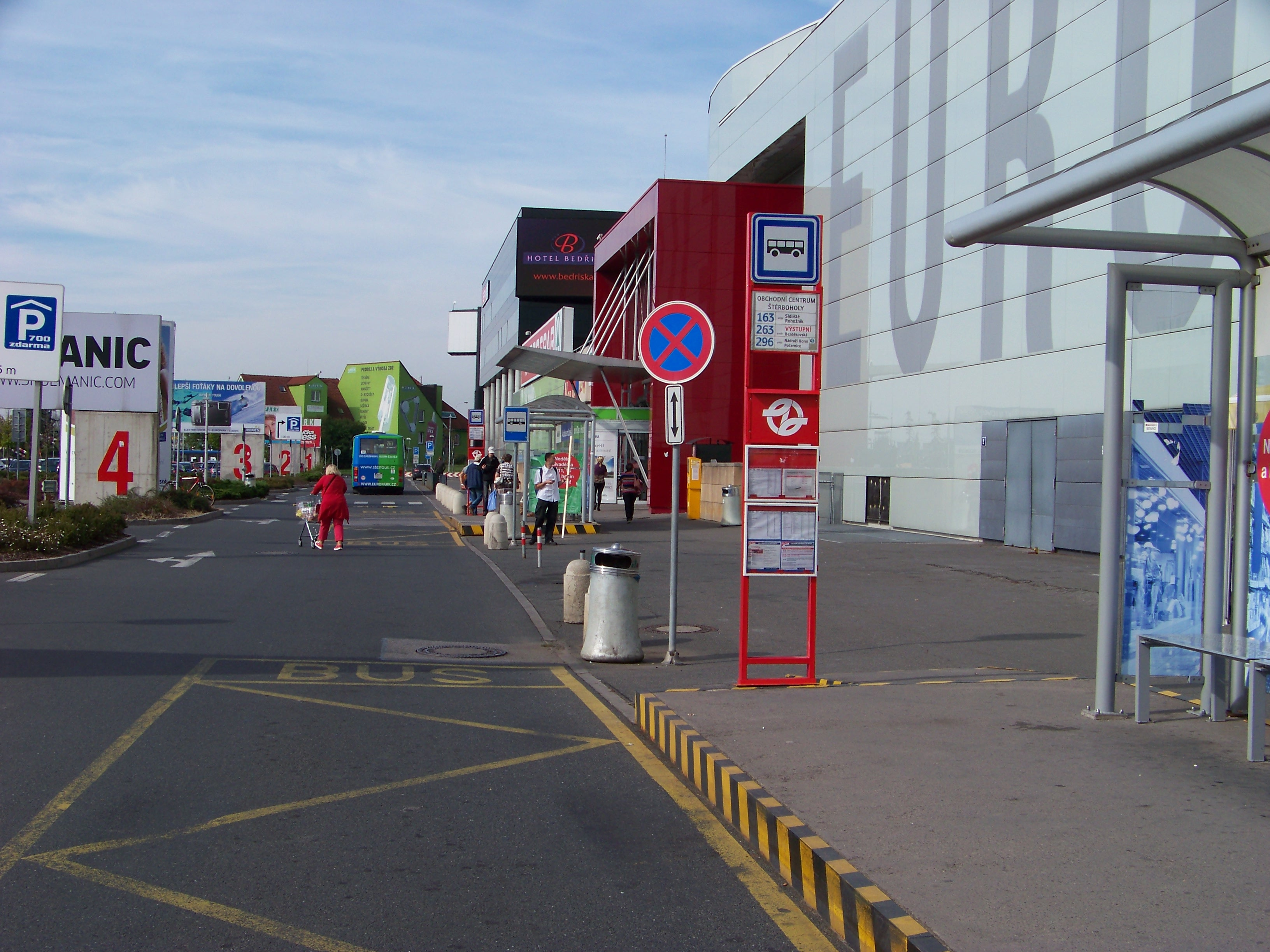
Centro comercial Europark
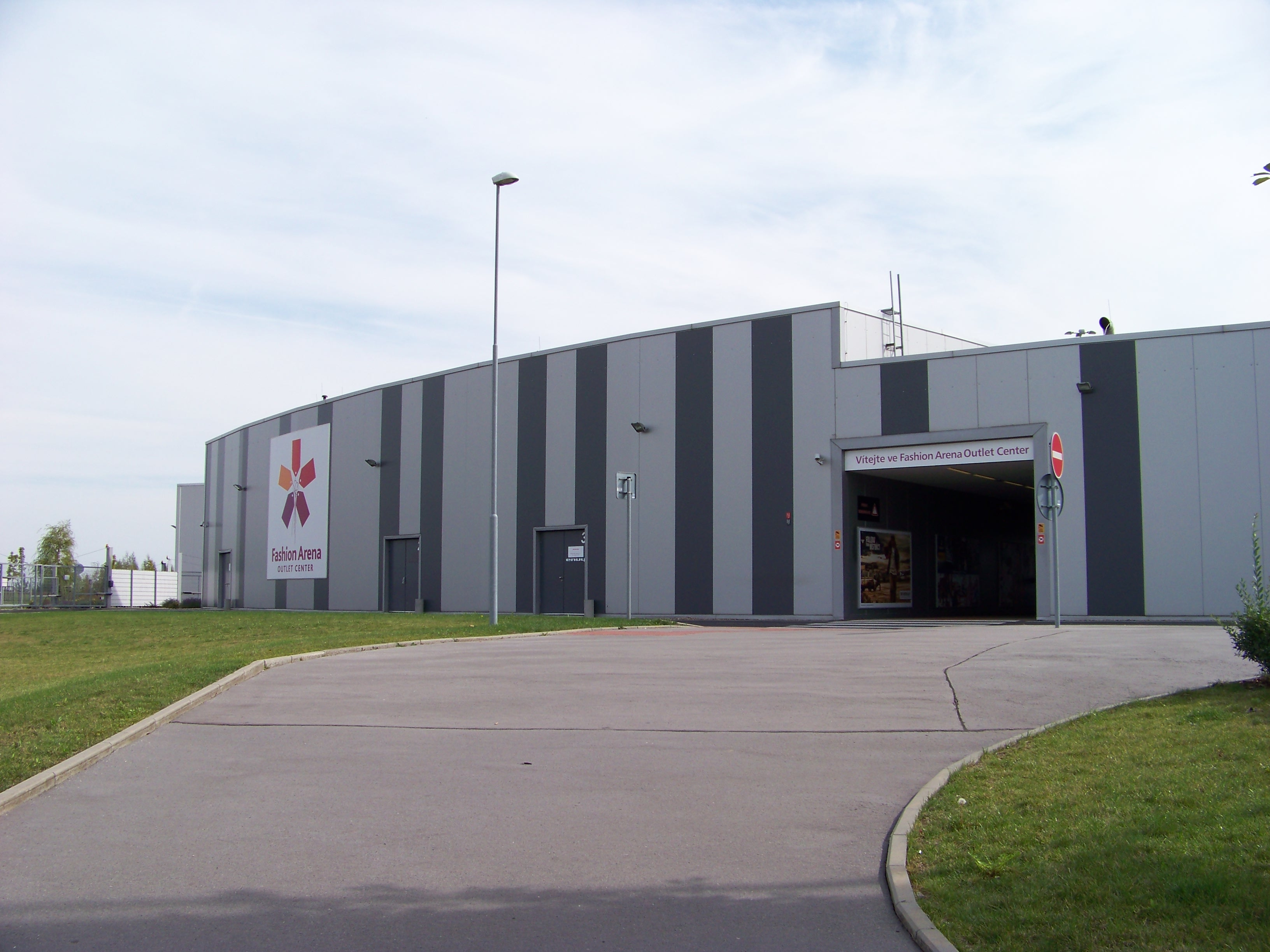
Centro comercial Fashon Arena
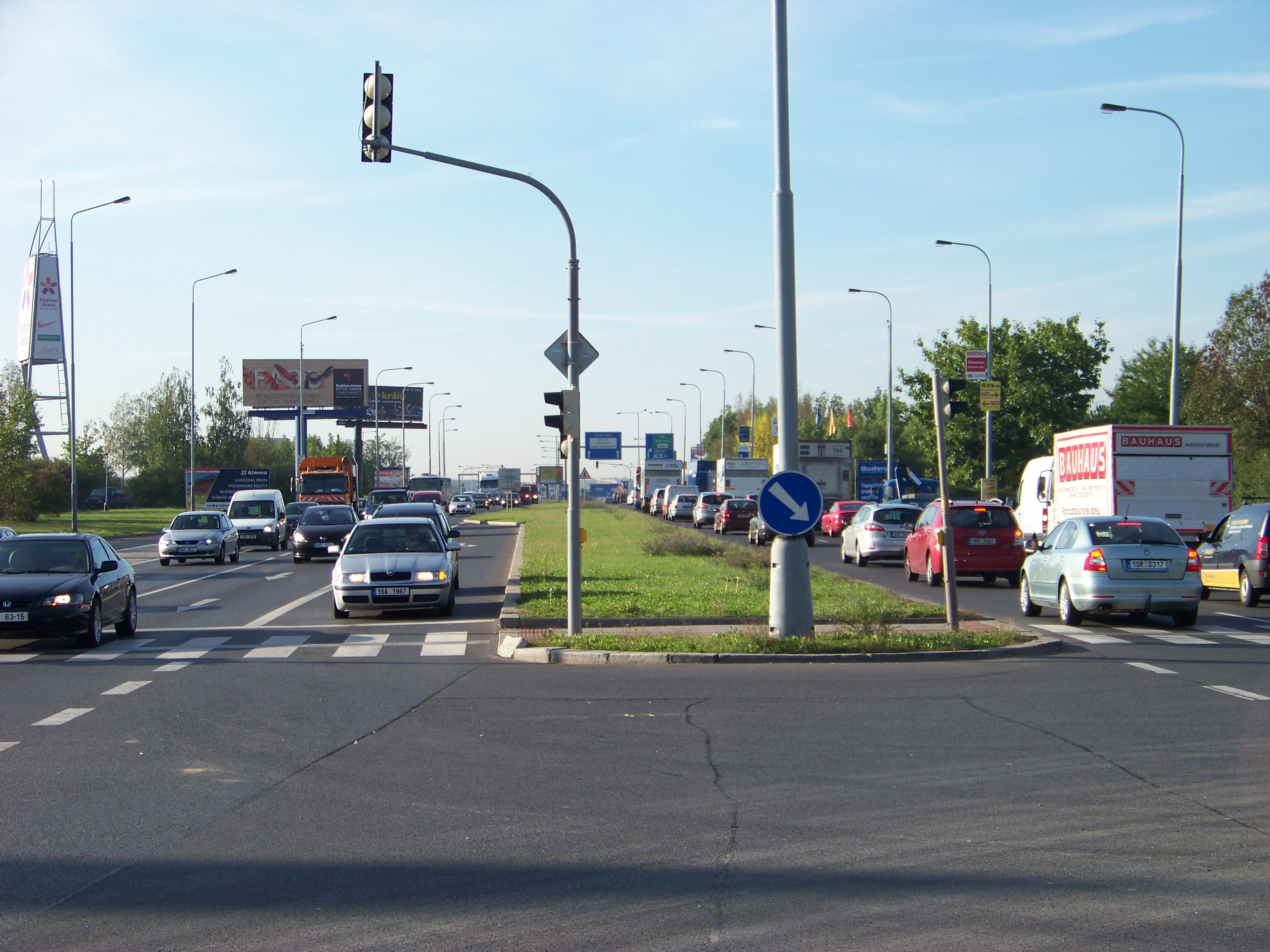
Calle Průmyslová
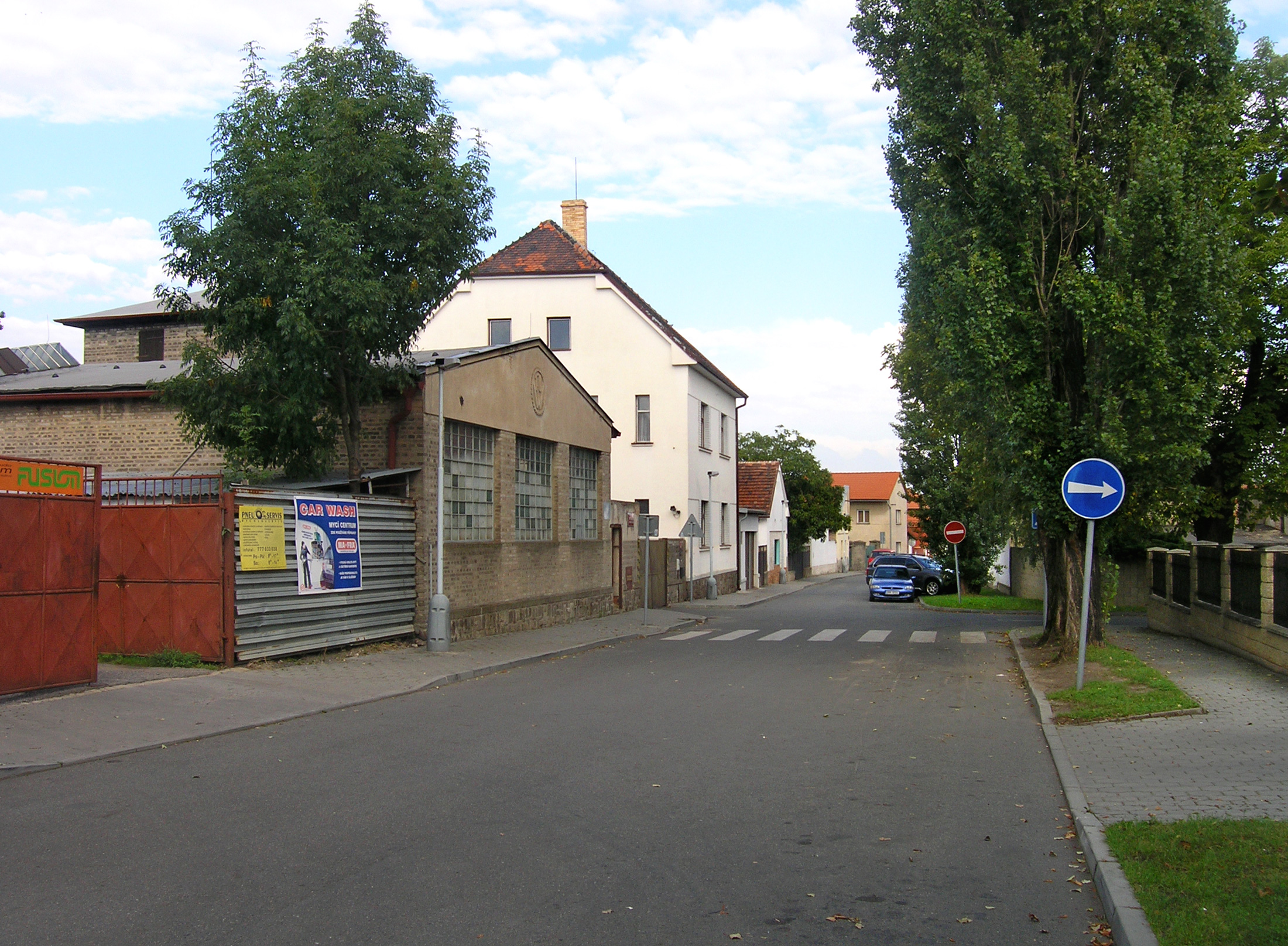
Calle Výrobní
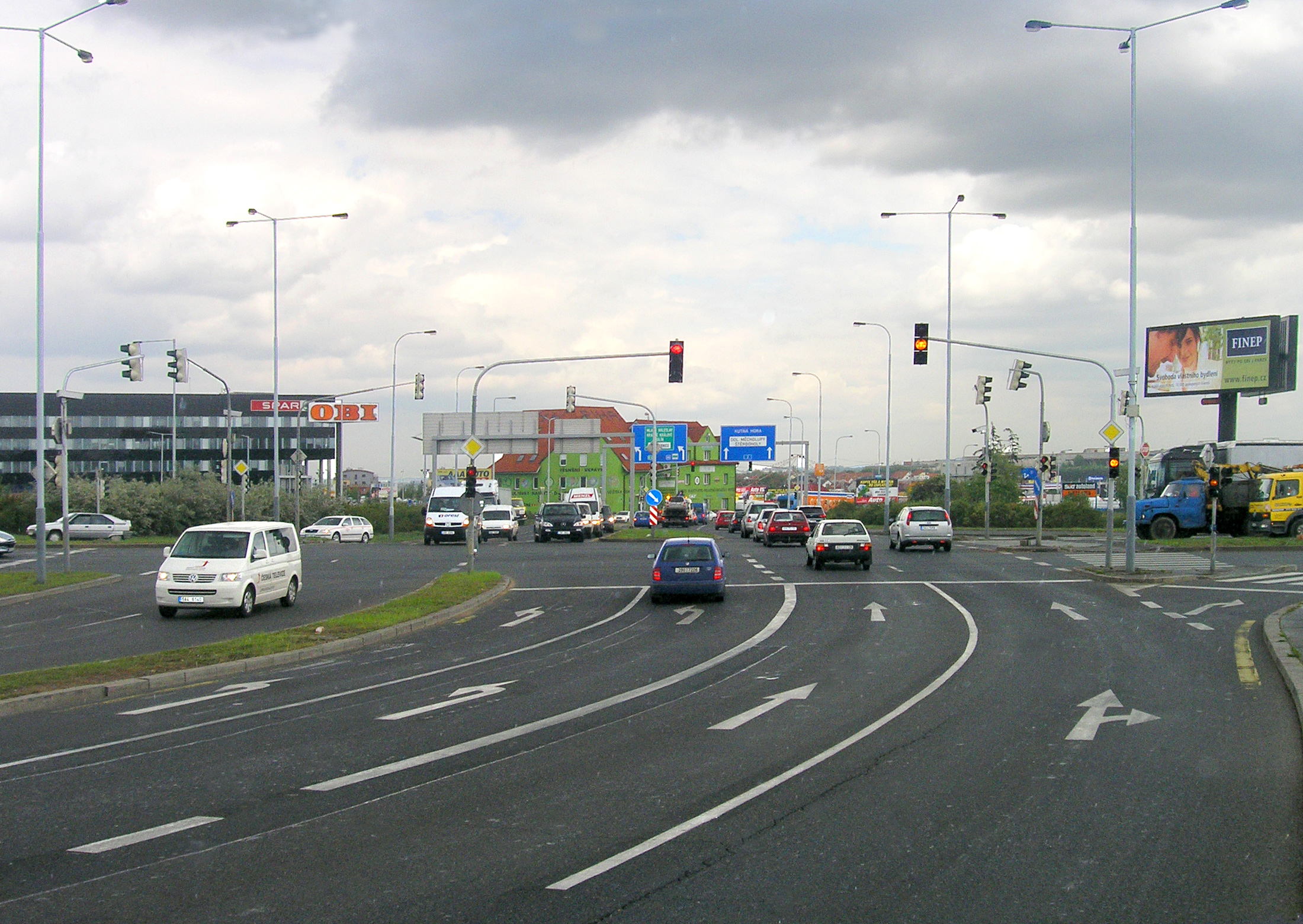
Calle Černokostelecká
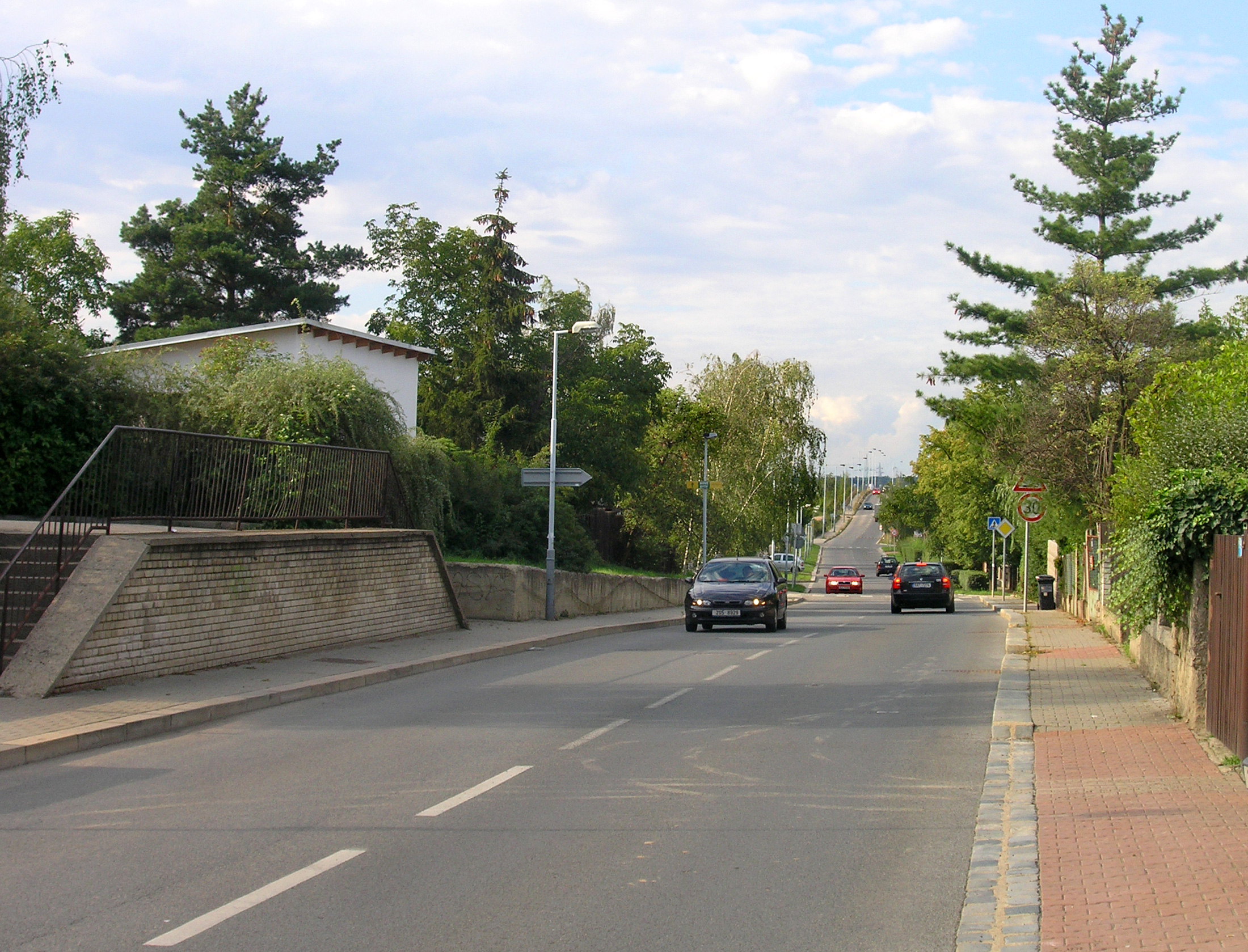
Calle Nedokončená
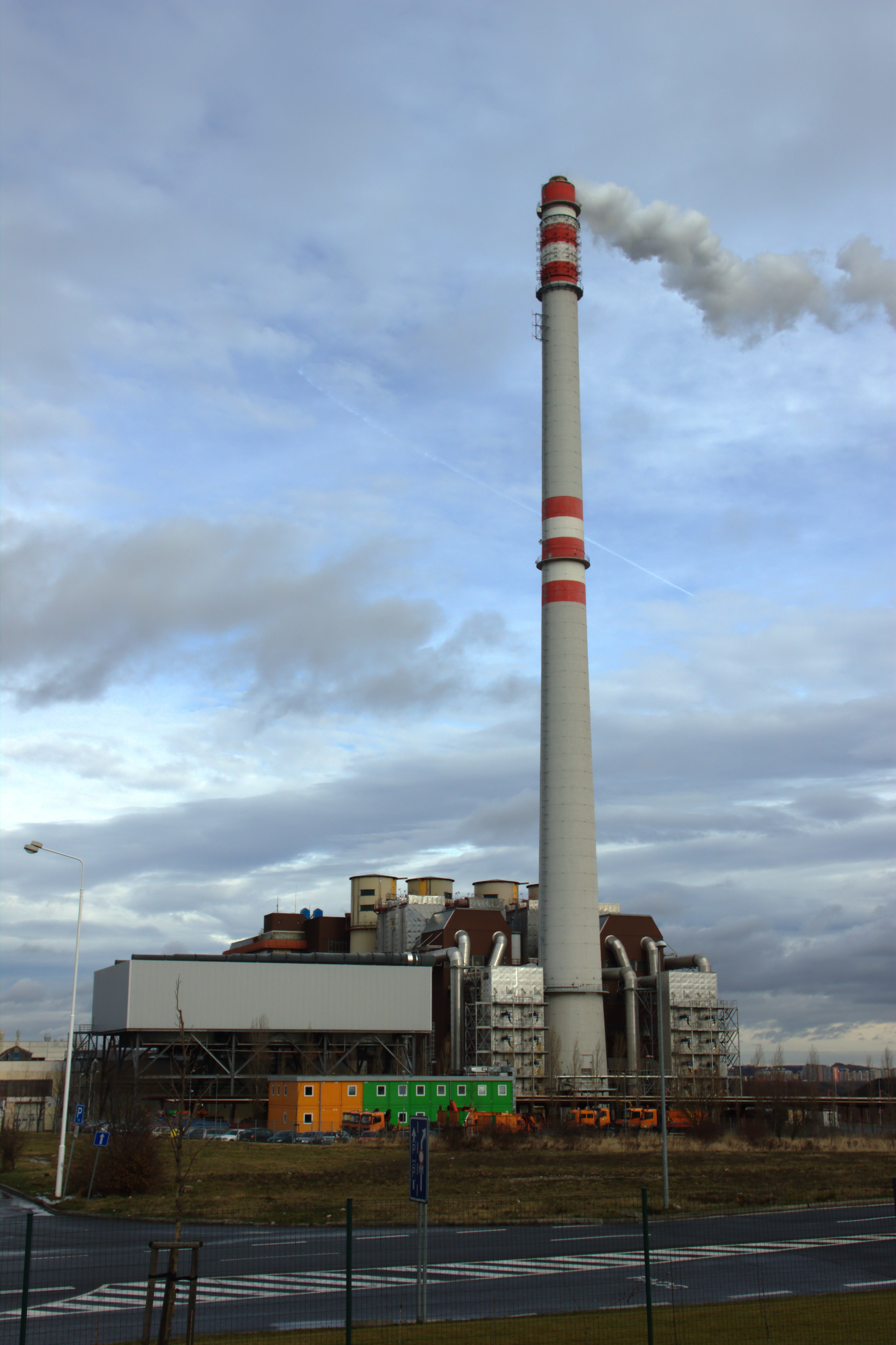
Planta incineradora en Štěrboholy
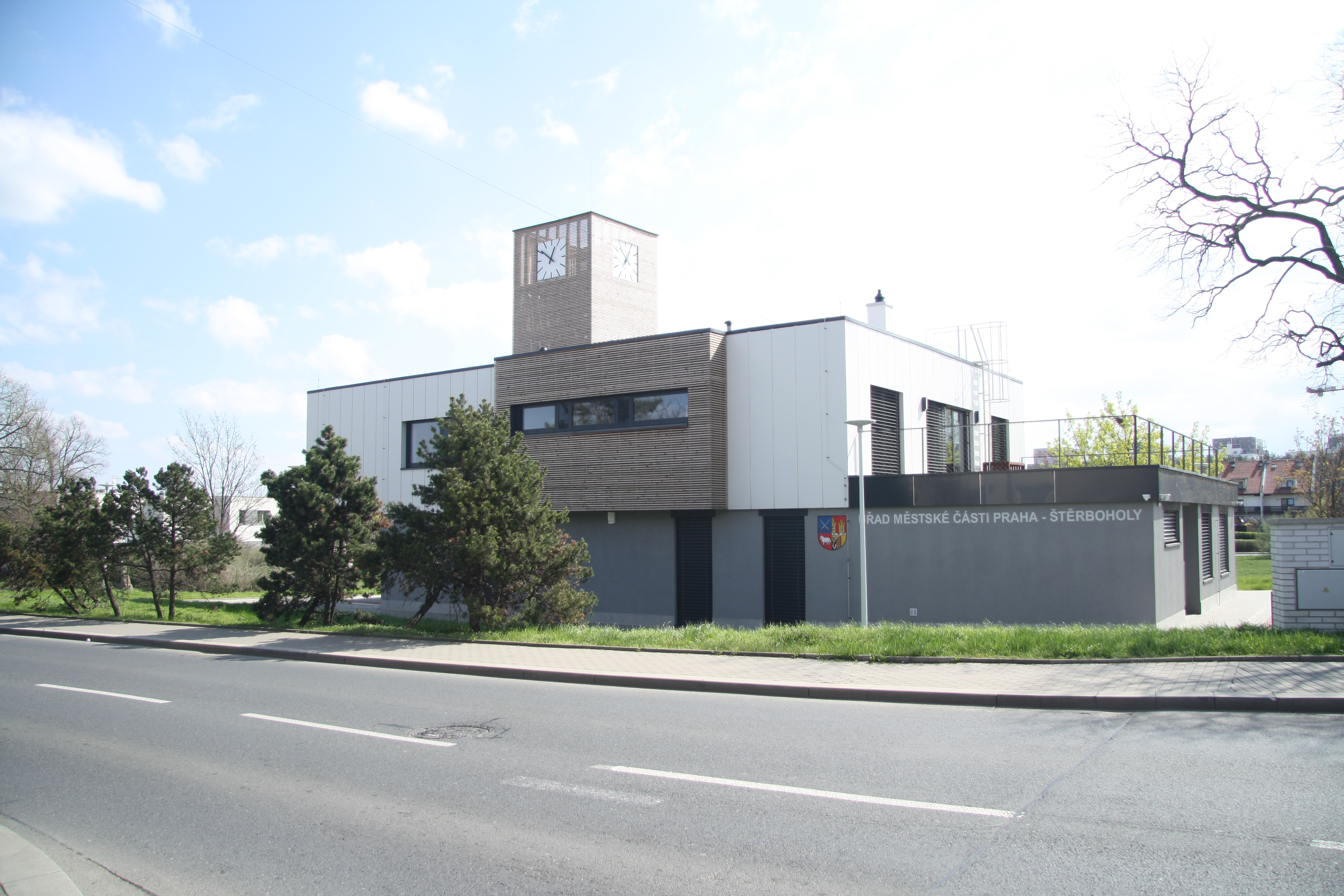
Oficina municipal de Štěrboholy (en Ústřední calle)